# Dysstroma cinereata
Dysstroma cinereata är en fjärilsart som beskrevs av Moore 1867. Dysstroma cinereata ingår i släktet Dysstroma och familjen mätare. Inga underarter finns listade i Catalogue of Life.

## Bildgalleri

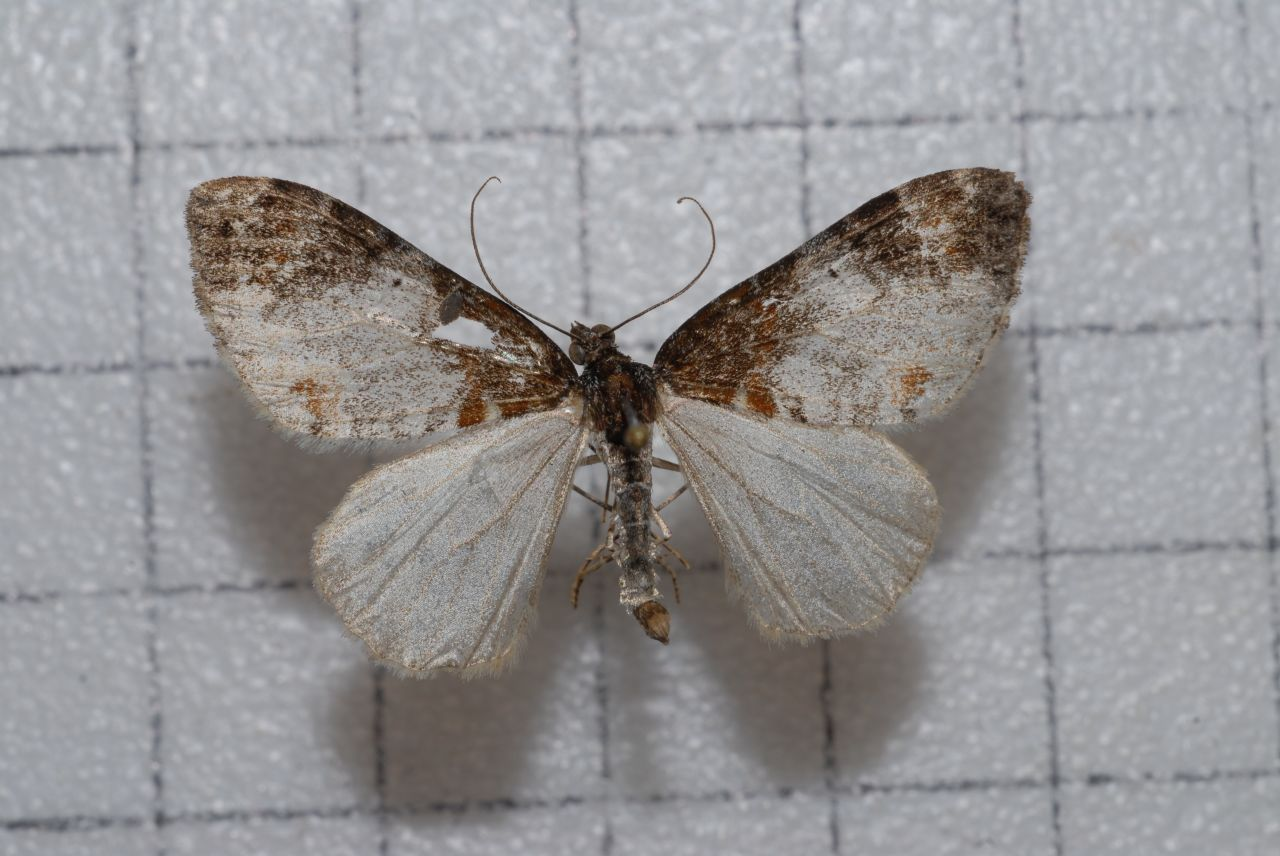